# La bruja (álbum de Buitres Después de la Una)
La bruja es el segundo disco de estudio de la banda Buitres Después de la Una.

## Historia
Fue editado en el año 1991, nuevamente bajo la discográfica Orfeo y en formato casete y vinilo.  El nombre elegido de este se debió a que los integrantes de la banda consideraban que habían sido "embrujados" y titularon el disco como forma de abjurar el maleficio. En ese momento la banda estaba sumida en una serie de problemas, como no tener lugares para tocar, apoyo o bajas ventas de discos.
De este álbum se realiza el vídeo del tema "La última canción". 
En el mes de diciembre se presenta oficialmente el disco frente a más de dos mil personas. Este disco contiene un cover del tema "Born to loose" de Johnny Thunders, el cual ya habían tocado anteriormente, figurando en el repertorio de Los Estómagos" en los años 1983-1984.

## Lista de canciones
Todas las canciones escritas por Gustavo Parodi, Gabriel Peluffo, José Rambao y Marcelo Lasso excepto donde sea indicado
| N.º | Título                             | Duración |  |
| 1.  | «Natalia»                          | 3:12     |  |
| 2.  | «Al salir el sol»                  | 4:28     |  |
| 3.  | «Mi raza preferida»                | 3:19     |  |
| 4.  | «Con tus ojos»                     | 3:06     |  |
| 5.  | «Mojave»                           | 3:16     |  |
| 6.  | «Corre, mono, corre»               | 2:24     |  |
| 7.  | «Hoy no ha sido un buen día»       | 2:49     |  |
| 8.  | «La última canción»                | 2:54     |  |
| 9.  | «Como un tigre»                    | 4:00     |  |
| 10. | «Se mató (Johnny Thunders)»        | 2:39     |  |
| 11. | «La Copa»                          | 3:35     |  |
| 12. | «El amor es un perro del infierno» | 2:58     |  |

## Créditos
Músicos
- Gustavo Parodi: guitarra, voz
- Gabriel Peluffo: voz, armónica
- José Rambao: bajo
- Marcelo Lasso: batería

Producción
- Sergio D'Orsini y Giorgio D'Orsini – Técnicos de grabación
- Alejandro Merola, BDDL1 – Producción artística
- Diego Tocco y Pablo Casacubierta – Diseño gráfico original